# 亞歷山德拉·維多利亞 (什勒斯維希-霍爾斯坦-森訥堡-格呂克斯堡)
亞歷山德拉·維多利亞（德語：Alexandra Viktoria von Schleswig-Holstein-Sonderburg-Glücksburg，1887年4月21日—1957年4月15日），什勒斯維希-霍爾斯坦-森訥堡-格呂克斯堡公爵腓特烈·斐迪南的女兒。

## 家庭
1908年，亞歷山德拉·維多利亞和德皇威廉二世的第四子奧古斯特·威廉結婚，兩人的獨子亞歷山大·斐迪南於1912年出生。
1920年兩人離婚。1922年，亞歷山德拉·維多利亞和阿爾諾·呂曼（Arnold Rümann）結婚，兩人沒有子女。